# Meio dólar Franklin

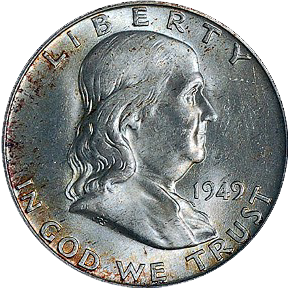
anverso da moeda.

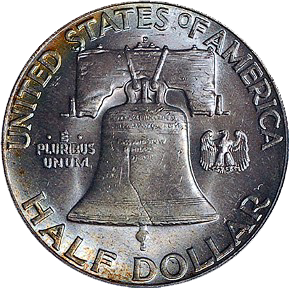
verso da moeda.

O meio dólar Franklin é uma moeda cunhada pela Casa da Moeda dos Estados Unidos, 1948 - 1963. A imagem do fundador Benjamin Franklin está no anverso dos cinqüenta centavos e o Sino da Liberdade no reverso. A águia pequena foi colocada à direita do sino para cumprir a exigência legal que os meios dólares retratem a figura de uma águia. Produzido em 90% de prata com uma borda coberta, a moeda foi usada nas casas da moeda da Filadélfia, Denver e San Francisco.